# Francisco Guillermo de Lacy y White
Francisco Guillermo de Lacy y White (ur. 4 października 1731 w Barcelonie, zm. 31 grudnia 1792 tamże) – hiszpański wojskowy i dyplomata pochodzenia irlandzkiego. W latach 1763–1777 poseł nadzwyczajny w Szwecji, jednocześnie (1772–1780) także minister pełnomocny w Rosji.
W początkach 1777 roku de Lacy y White dowiedział się, że w latach 1769–1771 rosyjski oficer marynarki Czenkow prowadził badania między Kamczatką a Alaską. Materiały te analizował potem w Madrycie Jorge Juan. Lacy dowiedział się także, że Brytyjczycy prosili Katarzynę II o wsparcie garnizonów brytyjskich na Minorce i w Gibraltarze.